# Jean-Frédéric Simon
Jean-Frédéric Simon, né le 23 mai 1751 à Strasbourg et mort à Paris le 7 novembre 1830, est un pédagogue, imprimeur et homme politique français,.

## Biographie
Simon est fils d'un perruquier, il commence une carrière de pédagogue. Lorsque éclata la Révolution française, Simon prit une part active comme membre du Club des Jacobins de Strasbourg la Société des Amis de la constitution de Strasbourg.
Venu à Paris en 1792, il fit partie du Comité insurrectionnel du 10 août. Le Conseil exécutif l'ayant envoyé aux frontières comme commissaire des armées du Rhin et de la Moselle. Comme « commissaire national du pouvoir exécutif pour Mayence et les pays du Rhin » Le Conseil exécutif provisoire l'envoie aux frontières en tant que commissaire des armées du Rhin et de la Moselle.
Simon et Gabriel Grégoire, son beau-frère alsacien également, furent nommés le 13 janvier 1793 et arrivèrent à Mayence le 31 janvier. En mars 1793, Simon annonce à Mayence la fermeture du Club des jacobins de Mayence et la création simultanée d'une nouvelle « Société des Allemands libres »,. Il fit partie du Conseil de défense de Mayence pendant le siège de cette ville,,.
Après il fut professeur d'allemand au prytanée national militaire vers 1800, puis au lycée Napoléon à Paris à partir de 1806.

## Œuvres
- Notions élémentaires de grammaire allemande, à l'usage des élèves du prytanée, Levrault frères, Paris, 1802, p. 111
- Précis de grammaire générale servant de base à l'analyse de chaque langue particulière et d'introduction à ma grammaire allemande Paris, J.-M. Eberhart, 1819